# Espace poreux du sol

Représentation schématique d'un sol et de l'état de l'eau qu'il peut contenir : phase solide en kaki (vert-brun), phase liquide en bleu, phase gazeuse en blanc.

L'espace poreux du sol contient les phases liquide et gazeuse du sol, c'est-à-dire tout, sauf la phase solide qui contient principalement des minéraux de différentes tailles ainsi que des composés organiques.
Afin de mieux comprendre la porosité, une série d'équations a été utilisée pour exprimer les interactions quantitatives entre les trois phases du sol.
Les macropores ou fractures jouent un rôle majeur dans les taux d'infiltration dans de nombreux sols ainsi que dans les modèles d'écoulement préférentiel, la conductivité hydraulique et l'évapotranspiration. Les fissures sont également très influentes dans les échanges gazeux, influençant la respiration dans les sols. La modélisation des fissures aide donc à comprendre comment ces processus fonctionnent et que peuvent avoir les effets des changements de fissuration du sol, tels que le compactage, sur ces processus.
L'espace poreux du sol peut contenir l'habitat des plantes (rhizosphère) et des micro-organismes.

## Contexte

### Densité sèche
La masse volumique sèche, masse volumique apparente, ou densité sèche ({\displaystyle \rho }) d'un sol est définie comme le rapport de la masse sèche ({\displaystyle {M_{s}}}) de l'échantillon de sol au volume total ({\displaystyle {V_{t}}}) apparent de l'échantillon après prélèvement :
{\displaystyle \rho ={\frac {M_{s}}{V_{t}}}}
La densité sèche d'un sol dépend fortement de sa composition minérale et de son degré de  compaction. La densité du quartz (sol siliceux) est d'environ 2,65 g/cm3, celle de la calcite de 2,70 g/cm3 (sol calcaire), mais la densité sèche d'un sol peut être inférieure à la moitié de cette densité de grain.
La plupart des sols ont une densité sèche comprise entre 1,0 et 1,6 g/cm3 mais les sols organiques et certaines argiles plus poreuses peuvent avoir une densité sèche bien inférieure à 1 g/cm3.
Les échantillons de carotte sont prélevés en enfonçant un tube métallique dans le sol à la profondeur de l'horizon à caractériser. Les échantillons sont ensuite séchés à l'étuve à 105 °C jusqu'à poids constant. Cette température permet l'évaporation quasi totale de l'eau libre contenue dans le sol sans perdre significativement trop de masse de matière organique.
La densité sèche du sol est inversement proportionnelle à sa porosité. Plus il y a d'espace poreux dans un sol, plus la valeur de sa densité sèche apparente est faible.

### Porosité
{\displaystyle \phi ={\frac {V_{fluid}}{V_{total}}}}
ou
{\displaystyle \phi ={\frac {V_{air}+V_{water}}{V_{solid}+V_{air}+V_{water}}}}
La porosité ({\displaystyle \phi }) est une mesure de l'espace poreux total dans le sol. C'est une quantité adimensionnelle exprimée en rapport de volume (valeur allant de 0 à 1) ou en pourcentage (vol %). La porosité dans un sol dépend des minéraux qui le composent et de l'effet de tri qui se produit dans la structure du sol lors de sa formation ou de son évolution. Par exemple, un sol purement sableux aura une porosité plus grande qu'un sable limoneux, car les fines particules d'argiles rempliront les espaces entre les particules de sable plus grossières.

## Relations avec l'espace des pores

### Conductivité hydraulique
La conductivité hydraulique (K) est une propriété du sol qui décrit la facilité avec laquelle l'eau peut se déplacer à travers les espaces poreux. Cela dépend de la perméabilité du matériau (pores, compactage) et du degré de saturation. La conductivité hydraulique saturée, Ksat, décrit le mouvement de l'eau à travers les milieux saturés. Où la conductivité hydraulique peut être mesurée dans n'importe quel état. Il peut être estimé par de nombreux types d'équipements. Pour calculer la conductivité hydraulique, la loi de Darcy est utilisée. La manipulation de la loi dépend de la saturation du sol et de l'instrument utilisé.

### Infiltration
L'infiltration est le processus par lequel l'eau à la surface du sol pénètre dans le sol. L'eau pénètre dans le sol à travers les pores par les forces de gravité et de capillarité. Les plus grandes fissures et pores offrent un excellent réservoir pour le rinçage initial de l'eau. Cela permet une infiltration rapide. Les pores plus petits prennent plus de temps à se remplir et dépendent de la capillarité ainsi que de la gravité. Les pores plus petits ont une infiltration plus lente à mesure que le sol devient plus saturé.

## Types de pores
Un pore n'est pas simplement un vide dans la structure solide du sol. Les différentes catégories de tailles de pores ont des caractéristiques différentes et contribuent à des attributs différents aux sols en fonction du nombre et de la fréquence de chaque type. Une classification de la taille des pores largement utilisée est celle de Brewer (1964) ,,:

### Macropore
Les pores trop grands pour avoir une force capillaire significative. À moins d'être entravée, l'eau s'écoulera de ces pores, et ils sont généralement remplis d'air à la capacité au champ. Les macropores peuvent être causés par la fissuration, la division des peds et des agrégats, ainsi que par les racines des plantes et l'exploration zoologique. Taille > 75 μm.

### Mésopore
Les plus grands pores remplis d'eau à la capacité au champ. Aussi connu sous le nom de pores de stockage en raison de la capacité de stocker l'eau utile aux plantes. Ils n'ont pas de forces capillaires trop importantes pour que l'eau ne devienne pas limitante pour les plantes. Les propriétés des mésopores sont très étudiées par les pédologues en raison de leur impact sur l'agriculture et l'irrigation.Taille 30–75 μm.

### Micropore
Ce sont « des pores suffisamment petits pour que l'eau à l'intérieur de ces pores soit considérée comme immobile, mais disponible pour l'extraction par les plantes ». Parce qu'il y a peu de mouvement de l'eau dans ces pores, le mouvement du soluté se fait principalement par le processus de diffusion. Taille 5–30 μm.

### Ultramicropore
Ces pores, comme tous ceux de taille supérieure, sont capables d'abriter des micro-organismes. Leur distribution est déterminée par la texture et la matière organique du sol. Ils ne sont pas grandement affectés par le compactage,. Taille 0,1–5 μm.

### Cryptopore
Pores trop petits pour être pénétrés par la plupart des micro-organismes. La matière organique de ces pores est donc protégée de la décomposition microbienne. Ils sont remplis d'eau à moins que le sol ne soit très sec, mais peu de cette eau est disponible pour les plantes et le mouvement de l'eau est très lent,. Taille < 0,1 μm.

## Modélisation des méthodes
La modélisation de base des fissures est entreprise depuis de nombreuses années par de simples observations et mesures de la taille, de la distribution, de la continuité et de la profondeur des fissures. Ces observations ont été soit des observations de surface, soit effectuées sur des profils dans des fosses. Le traçage manuel et la mesure des modèles de fissures sur papier étaient une méthode utilisée avant les progrès de la technologie moderne. Une autre méthode de terrain consistait à utiliser de la ficelle et un demi-cercle de fil. Le demi-cercle a été déplacé le long des côtés alternés d'une ligne de corde. Les fissures dans le demi-cercle ont été mesurées en largeur, longueur et profondeur à l'aide d'une règle. La distribution des fissures a été calculée en utilisant le principe de l'aiguille de Buffon.

### Disque perméamètre
Cette méthode repose sur le fait que les tailles de fissures ont une gamme de potentiels d'eau différents. À un potentiel d'eau nul à la surface du sol, une estimation de la conductivité hydraulique saturée est produite, tous les pores étant remplis d'eau. Au fur et à mesure que le potentiel diminue, des fissures plus importantes s'écoulent. En mesurant à la conductivité hydraulique à une gamme de potentiels négatifs, la distribution de la taille des pores peut être déterminée. Bien que ce ne soit pas un modèle physique des fissures, il donne une indication sur la taille des pores dans le sol.

### Modèle Horgan et Young
Horgan et Young (2000) ont produit un modèle informatique pour créer une prédiction bidimensionnelle de la formation de fissures de surface. Il a utilisé le fait qu'une fois que les fissures sont à une certaine distance les unes des autres, elles ont tendance à être attirées l'une vers l'autre. Les fissures ont également tendance à tourner dans une plage particulière d'angles et à un certain stade, un agrégat de surface atteint une taille qui ne se fissurera plus. Celles-ci sont souvent caractéristiques d'un sol et peuvent donc être mesurées sur le terrain et utilisées dans le modèle. Cependant, il n'a pas été en mesure de prédire les points de départ de la fissuration et, bien que aléatoire dans la formation du motif de fissure, à bien des égards, la fissuration du sol n'est souvent pas aléatoire, mais suit des lignes de faiblesses.

### Imagerie par imprégnation à la résine
Un grand échantillon de base est collecté. Celui-ci est ensuite imprégné d'araldite et d'une résine fluorescente. Le noyau est ensuite découpé à l'aide d'un outil de meulage, très progressivement (~ 1 mm par heure), et à chaque intervalle, la surface de la carotte est numérisée. Les images sont ensuite chargées dans un ordinateur où elles peuvent être analysées. La profondeur, la continuité, la surface et un certain nombre d'autres mesures peuvent alors être effectuées sur les fissures dans le sol.

### Imagerie de résistivité électrique
En utilisant la résistivité infinie de l'air, les espaces aériens dans un sol peuvent être cartographiés. Un « résistivimètre » spécialement conçu avait amélioré le contact mètre-sol et donc la zone de lecture. Cette technologie peut être utilisée pour produire des images qui peuvent être analysées pour une gamme de propriétés de fissuration.